# 穴山義武
穴山 義武 (あなやま  よしたけ) は、穴山氏の始祖とされる室町時代の甲斐国の武将。武田信武の三男。生母は不明。生没年不詳。

## 経歴
甲斐守護・武田信武の子として生まれる。
『太平記』には、延文4年/正平14年（1359年）10月8日に畠山道誓禅門の上洛に随行した人物のなかに、義武の兄にあたる武田信成とともに「同信濃守」とあり義武のこととされる。
義武は巨摩郡逸見郡穴山（現・山梨県韮崎市穴山町）を拠点とし、穴山氏を称したという。
義武には子がなかったため、武田信春の子であり姪孫にあたる穴山満春 (武田信元) が養子となり穴山氏を継承した。

## 考証
平山優は、諸系図を除けば義武が穴山姓を興した記録は見られないことから、義武以前に在地豪族として穴山氏という氏族が存在しており、甲斐守護・武田信武が在地の穴山氏に義武を養子として当主に据えたという説を唱えている。